# Eisenbahnunfall von Igandu
Der Eisenbahnunfall von Igandu ereignete sich am 24. Juni 2002, als auf der eingleisigen Tanganjikabahn (Tansania) ein Personenzug der Tanzania Railways Corporation in einem Gefälle „entlief“ und zwischen den Bahnhöfen Igandu und Msagali, ca. bei Streckenkilometer 390, auf einen Güterzug prallte.

## Ausgangslage
Der Personenzug von Daressalam nach Kigoma war mit etwa 1000 Reisenden am Morgen kurz vor Dodoma unterwegs. Mit seinen voll besetzten 22 Wagen war er sehr lang und schwer. Vor dem Bahnhof Kikombo gab es ein Problem mit der Bremsanlage, woraufhin der Zug angehalten wurde, um sicher die Steigung zu überwinden. Kurz zuvor hatte er einen Güterzug gekreuzt, der in der Gegenrichtung unterwegs war.

## Unfallhergang
Um für die Weiterfahrt in die Steigung ausreichend Schwung zu holen, setzte der Lokomotivführer den Zug zurück, konnte ihn dabei aber nicht mehr anhalten, weil die Bremse nun endgültig versagte. Die Berichte beschreiben es als „mechanisches Problem“. Der Zug rollte im Gefälle weiter rückwärts. Mit zunehmender Geschwindigkeit rollte der Zug für eine halbe Stunde ca. 35 km der Strecke rückwärts und durchfuhr dabei auch die beiden Bahnhöfe Munase und Igandu. Von den Reisenden, die bemerkten, dass der Zug außer Kontrolle war, sprangen einige unterwegs noch ab. Zwischen den Bahnhöfen Igandu und Msagali traf der Personenzug gegen 08:30 Uhr auf den dort verhältnismäßig langsam in Richtung Daressalam fahrenden Güterzug. 21 Personenwagen des Personenzuges entgleisten und schoben sich zum Teil in- und übereinander.

## Folgen
281 Menschen kamen ums Leben, mehr als 400 wurden schwer verletzt. 88 Leichen waren so verstümmelt, dass sie nicht mehr identifiziert werden konnten. Sie wurden auf einem Friedhof bei Dodoma bestattet. Die Folgen des Unfalls wurden durch den erheblichen Ärztemangel in der Region verstärkt. Das Krankenhaus in Dodoma war völlig überbelegt. Weiter fehlte an der Unfallstelle zunächst schweres technisches Gerät, um die verunglückten Personenwagen zu zerlegen und schnell an die Unfallopfer heranzukommen. Dieses traf erst gegen Abend ein.
Premierminister Frederick Sumaye ordnete eine zweitägige Staatstrauer an. Familien und Angehörige der Opfer erhielten später eine Entschädigung durch die staatseigene Tanzania Railways Corporation in Höhe von 100.000 bis 500.000 Tansania-Schilling.